# 마르티네주의
마르티네주의 또는 마티니즘(Martinism)은 최초 인간의 타락, 신성한 근원으로부터의 물질적 결핍 상태, '재통합'이라고 불리는 인간의 귀환 과정과 관련된 기독교 신비주의와 밀교 기독교의 한 형태이다.
신비로운 전통으로서 이는 마르티네즈 드 파스쿠알리(Martinez de Pasqually)에 의해 1740년경 프랑스에서 설립된 프리메이슨 고급 시스템(Masonic high-degree system)을 통해 처음으로 전수되었으며, 나중에 그의 두 학생인 루이 클로드 드 생마르탱(Louis Claude de Saint-Martin)과 장 바티스트 윌레르모즈(Jean-Baptiste Willermoz)에 의해 다양한 형태로 전파되었다.
마르티네주의라는 용어는 이 특별한 교리와 어거스틴 샤보소(Augustin Chaboseau)와 제라드 엔코스(Gérard Encausse)가 1886년에 설립한 재조직된 "마티니스트 오더"(Martinist Order)의 교리 모두에 적용된다. 18세기 전통이 시작될 당시에는 이 단어가 사용되지 않았다. 이러한 혼란스러운 명확성은 18세기 후반부터 문제가 되었다.